# Рейд на Берлин (1760)
Берлинская экспедиция 1760 года — военная операция, проведённая в октябре 1760 года, в ходе Семилетней войны, во время которой русско-австрийские войска захватили Берлин. Взятие Берлина не имело особого военного значения, но обрело политический резонанс. Граф Пётр Шувалов высказался по этому поводу: «Из Берлина до Петербурга не дотянуться, но из Петербурга до Берлина достать всегда можно».

## Предыстория
В октябре 1757 года австрийский генерал Андраш Хадик показал всей Европе уязвимость Берлина, на один день завладев прусской столицей со своим летучим отрядом.
После ряда успехов в кампанию 1759 года кампания 1760 года разочаровала союзников. Несмотря на подавляющее численное превосходство, они не смогли добиться решительных успехов, а 15 августа были разбиты при Лигнице. Столица Пруссии, Берлин, при этом оставалась незащищённой, в связи с чем французы предложили русской армии совершить новый рейд на Берлин.
Чтобы побудить к этому русского командующего Салтыкова, его австрийский коллега Даун предложил поддержать вылазку вспомогательным корпусом.

## Рейд
20 000 русских солдат, под начальством Чернышёва, и 15 000 австрийцев, под начальством Ласси и Брентано, выступили в Бранденбургскую область; издали прикрывал их Салтыков со всей своей армией. Перспектива грабежа королевской резиденции была до того привлекательной, что направлявшиеся туда австрийцы сделали без единого дня отдыха форсированные марши: за 10 дней они прошли 400 миль. Русский генерал Тотлебен, урождённый немец, долго живший в Берлине, вёл авангард русского корпуса, а так как все тут зависело от деятельности первого прибывшего, то он так спешил, что 3 октября, на шестой день по выступлении из Бейтена в Силезии, с 3000 человек стоял уже под стенами Берлина.

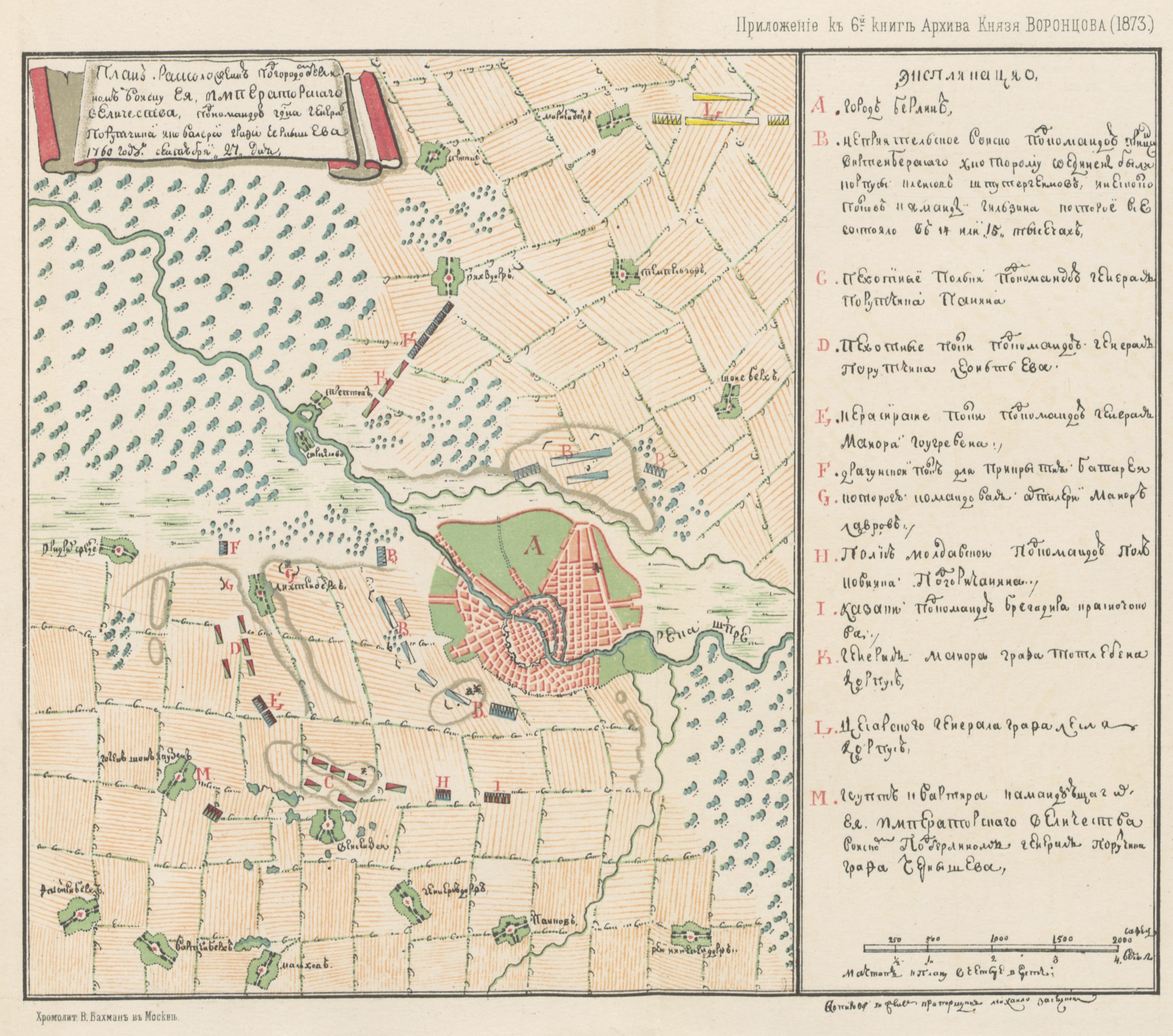
План похода на Берлина в 1760 г. (Архив Князя Воронцова)

Прусская столица не имела валов и стен. Она была защищена лишь гарнизоном в 1200 человек и потому не могла долго сопротивляться. Тотлебен возглавил авангард из 5600 русских, которые пересекли реку Одер и попытались захватить город 5 октября. Эта попытка взять город с ходу провалилась перед лицом неожиданного отпора. Губернатор города генерал Ганс Фридрих фон Рохов хотел отступить перед лицом российской угрозы, но командир прусской кавалерии Зейдлиц, оправившись от ран в городе, сплотил около 2000 защитников и сумел отогнать русских от городских ворот.
Узнав об опасности для Берлина, принц Фридрих Евгений Вюртембергский повёл к Берлину свои войска, которые сражались со шведами в Померании, в то время как контингент из Саксонии также прибыл, увеличив число защитников примерно до 18 000 человек. Однако прибытие австрийцев генерала Ласси изменило баланс в пользу союзников. Австрийцы заняли Потсдам и Шарлоттенбург, и перед лицом превосходящих сил защитники были вынуждены покинуть город и отступить в соседний Шпандау. Чернышев выслал всю конницу для преследования отступавших войск противника, но русская конница настигла лишь прусский арьергард, который и был уничтожен, было взято в плен 1200 человек.

### Оккупация

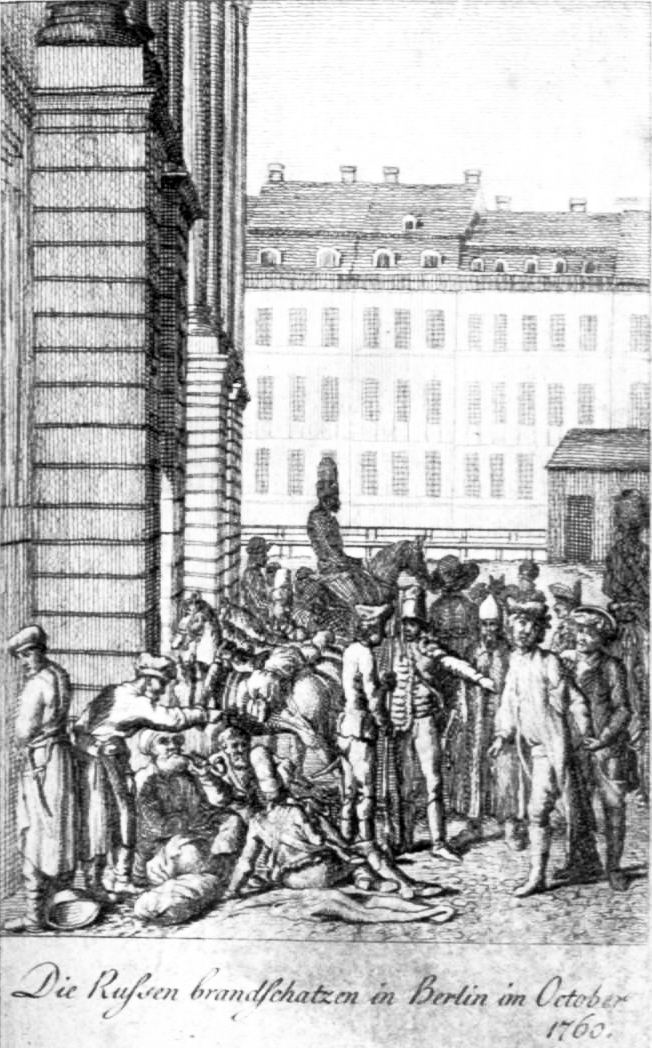
Русские солдаты в Берлине в октябре 1760 года. Гравюра 1789 года

9 октября городской совет решил официально сдать город русским, а не австрийцам, так как Австрия была злейшим врагом Пруссии; кроме того, командующего российскими войсками Тотлебена в Берлине знали по предыдущей прусской службе. Русские сразу же потребовали 4 миллиона талеров в обмен на защиту собственности горожан. Известный торговец Иоганн Иоганн Эрнст Гоцковский взял на себя переговоры от имени Берлина и смог убедить Тотлебена уменьшить контрибуцию до 1,5 миллиона талеров. Тем временем австрийцы ворвались в город и заняли большую его часть.
Австрийцы были более заинтересованы в том, чтобы отомстить городу из-за прусского поведения в оккупированной Саксонии и на австрийской территории. Русские (и особенно лично Тотлебен) были обеспокоены улучшением своей международной репутации, в целом действовали с большей сдержанностью и подчёркивали уважение к жителям. Тотлебен рапортовал, что его войскам даже приходилось стрелять по австрийским союзникам, начинавшим мародёрствовать. Впрочем, некоторые районы города все равно подверглись разграблению, особенно при отступлении захватчиков из Берлина.
Российские казачьи и гусарские войска разграбили дворцы Шёнхаузен, Фридрихсфельде и поучаствовали в разграблении особенно пострадавшего дворца Шарлоттенбург, первую скрипку в котором сыграли австрийские гусары. Куда меньше пострадала личная резиденция Фридриха II, дворец Сан-Суси в Потсдаме, где расположился австрийский генерал граф Эммерих Эстерхази (присвоенные им вещи из дворца австрийцы впоследствии вернули пруссакам); королевский дворец в самом Берлине также остался практически нетронутым (россияне лишь забрали из сокровищницы все находившиеся там в тот момент ценности). 
Российские войска разграбили фуражный магазин, дали разграбить дом инвалидов, увели всех лошадей из королевских конюшен. Двоих берлинских газетчиков за предшествующие материалы антироссийской направленности приговорили к экзекуции шпицрутенами, но в последний момент, уже раздев одного из них донага, помиловали по личному указанию Тотлебена (который, впрочем, по одной из версий, сам явился инициатором экзекуции, так как лично фигурировал в упомянутых материалах; тиражи местных печатных изданий россияне сожгли). Кроме того, россиянами были уведены в плен оставшиеся в городе 105 учащихся местного кадетского училища (не достигших ещё и 12-летнего возраста); 13 из них так и не вернулись домой.
Военный совет российской армии заранее выдал инструкцию по уничтожению производственных мощностей города, которая, однако, ввиду мягкой позиции Тотлебена была выполнена россиянами лишь частично: взорван пороховой завод (при подрыве которого погибло 15 русских солдат), выведены из строя литейный завод (от его полного подрыва Тотлебен отказался ввиду близости жилых домов) и монетный двор, забраны пушки из арсенала, за символическую сумму была реквизирована соль из магазинов, на местных складах были куплены элементы обмундирования. Тотлебен также рапортовал о разрушении бумажного завода, оружейного завода в Шпандау, завода по производству квасцов. Общий ущерб Берлина (не считая предместий) от пребывания в нем союзных войск был впоследствии оценён городским магистратом в 1 954 306 талеров.
Союзниками также было захвачено около 18 000 ружей и 143 пушки, австрийские и российские боевые знамёна, захваченные прусской армией во время боевых действий, были возвращены, было освобождено около 1200 военнопленных.

## Отступление
Слух о том, что Фридрих шёл на помощь Берлину со своими превосходящими силами, побудил командиров союзников уйти из города, поскольку они выполнили свои основные задачи. Русско-австрийские войска покинули город 12 октября и двинулись в разных направлениях. Австрийцы под командованием Ласси направились к Саксонии, а русские воссоединились со своей основной армией в окрестностях Франкфурта-на-Одере.

## Последствия
За берлинскую экспедицию граф Тотлебен был представлен к ордену Александра Невского и званию генерал-поручика, однако, по неясным причинам, не получил ни того, ни другого, а лишь грамоту с благодарностью за исполненный долг (генералы Чернышёв и Панин были за ту же операцию награждены орденами и повышены в чинах). Без ведома командования российской армии Тотлебен опубликовал в Варшаве сочинённую им «Реляцию» о взятии Берлина, где, наряду с преувеличением собственных заслуг, нелестно отзывается о своих конкурентах — Чернышёве и Ласси. Бутурлину он заявил, что скорей умрёт, чем откажется от своей «Реляции», так как «там всё правда». В ответ на требование из Санкт-Петербурга извиниться перед Чернышёвым он подал в отставку, однако отставка заслуженного генерала не была принята, и Тотлебен был назначен командующим всеми российскими лёгкими войсками.
С берлинской экспедицией связана легенда, упоминаемая А. С. Пушкиным в «Истории пугачёвского бунта», о том, что Тотлебен, будто бы заметив сходство Пугачёва, участвовавшего в экспедиции в качестве простого казака, с наследником российского престола, будущим императором Петром III, подал Пугачёву тем самым мысль стать самозванцем.